# ABB Dolmel-Drives
ABB Dolmel-Drives Ltd – przedsiębiorstwo działające we Wrocławiu w branży elektromaszynowej. Firma została założona w 1990 r. na bazie dawnych zakładów Dolmel. Stanowiła jeden z trzech głównych podmiotów gospodarczych wyodrębnionych z fabryki podczas procesu restrukturyzacji i prywatyzacji  zakładów. Siedziba przedsiębiorstwa mieściła się przy ul. Fabrycznej 10 we Wrocławiu. Obecnie firma nie istnieje.
Zakład po wyodrębnieniu ze struktur dawnego Dolmelu produkował silniki indukcyjne i synchroniczne o mocy znamionowej od 300 do 10 tys. KW oraz silniki serii „e”. Następnie w ramach rozwoju produkcji rozpoczęto wytwarzanie silników nowych generacji, „f” itd. W zakładzie od roku 1994 wprowadzono ISO 9001.